# Heimsbrunn
Heimsbrunn é uma comuna francesa na região administrativa de Grande Leste, no departamento Alto Reno. Estende-se por uma área de 10,56 km². Em 2010 a comuna tinha 1 387 habitantes (densidade: 131,3 hab./km²).